# Calicina
Calicina – rodzaj kosarzy z podrzędu Laniatores i rodziny Phalangodidae liczący 25 gatunków

## Występowanie
Rodzaj obejmuje gatunki endemiczne dla Kalifornii.

## Systematyka
Opisano 25 gatunków należących do tego rodzaju:
| - Calicina arida Ubick & Briggs, 1989 - Calicina basalta Ubick & Briggs, 1989 - Calicina brevis (Briggs, 1968) - Calicina cloughensis (Briggs & Hom, 1967) - Calicina conifera Ubick & Briggs, 1989 - Calicina digita (Briggs & Hom, 1967) - Calicina diminua Ubick & Briggs, 1989 - Calicina dimorphica Ubick & Briggs, 1989 - Calicina ensata (Briggs, 1968) - Calicina galena Ubick & Briggs, 1989 - Calicina kaweahensis (Briggs & Hom, 1966) - Calicina keenea (Briggs, 1968) | - Calicina macula (Briggs, 1968) - Calicina mariposa (Briggs, 1968) - Calicina mesaensis Ubick & Briggs, 1989 - Calicina minor (Briggs & Hom, 1966) - Calicina morroensis (Briggs, 1968) - Calicina palapraeputia (Briggs, 1968) - Calicina piedra (Briggs, 1968) - Calicina polina (Briggs, 1968) - Calicina sequoia (Briggs & Hom, 1966) - Calicina serpentinea (Briggs & Hom, 1966) - Calicina sierra (Briggs & Hom, 1967) - Calicina topanga (Briggs, 1968) - Calicina yosemitensis (Briggs, 1968) |